# Mandiavato
Mandiavato est une commune urbaine située dans la Province de Tananarive, au centre du Madagascar.